# Banca nazionale croata
La Banca nazionale croata (in croato: Hrvatska narodna banka, /xř̩ʋaːtskaː nǎːrodnaː bâːŋka/, in sigla HNB) è la banca centrale della Repubblica di Croazia.
La HNB è stata istituita dalla Costituzione della Croazia, adottata dal parlamento croato il 22 dicembre 1990. Le sue responsabilità principali includono il mantenere la stabilità della valuta nazionale, l'euro, e assicurare la liquidità finanziaria nel paese La HNB inoltre conserva le riserve monetarie nazionali e provvede a far stampare all'estero le banconote. Nel compiere i suoi scopi, la HNB agisce come istituzione indipendente, responsabile davanti al Parlamento. La banca ha un capitale di 2,5 miliardi di kune croate (circa 450 milioni US$). La HNB agisce in base alla legge sulla Banca nazionale croata.

## Storia
Il 22 dicembre 1990 la Costituzione croata, all'art. 53, determinava la Banca nazionale croata come banca centrale della repubblica. In base ad un emendamento del 1997, la banca cambiò nome da Banca nazionale di Croazia (in croato: Narodna banka Hrvatske) a Banca nazionale croata (in croato: Hrvatska narodna banka). Il 1º gennaio 2023 la Banca nazionale croata entra a far parte dell'Eurosistema, contestualmente all'adozione dell'euro in Croazia.

## Funzioni
La Banca compie tutte le funzioni di una banca centrale. Essa mantiene la stabilità dei prezzi e sostiene le politiche economiche del governo croato, promuovendo la crescita economica. La HNB non ha la possibilità di fornire prestiti al governo croato.
I compiti della Banca nazionale croata sono:
- Adempiere ad ogni altro compito stabilito dalla legge
- Gestire le riserve internazionali
- Identificare e attuare le politiche monetarie e dei tassi di cambio
- Provvedere alla fornitura di banconote e monete
- Regolare, migliorare e controllare i pagamenti
- Supervisionare lo stabilimento, le operazioni e la chiusura delle banche

La stabilità dei prezzi è il principale criterio per la stabilità monetaria. Prezzi stabili sono mantenuti dalla HNB tramite il perseguimento degli obiettivi d'inflazione programmata stabiliti dal governo.
La stabilità finanziaria include la protezione contro le minacce al sistema finanziario. Le minacce sono notate dal sistema di sorveglianza e dalle funzioni di monitoraggio dei mercati della Banca, e sono gestite tramite operazioni finanziarie e di altro tipo. La Banca lavora assieme ad altre istituzioni per assicurare la stabilità monetaria e finanziaria.

## Governatori
- Ante Čičin-Šain (agosto 1990-maggio 1992)
- Pero Jurković (giugno 1992-febbraio 1996)
- Marko Škreb (marzo 1996-luglio 2000)
- Željko Rohatinski (luglio 2000-luglio 2012)
- Boris Vujčić (8 luglio 2012-in carica)